# Organisation du traité de sécurité collective
Pour les articles homonymes, voir Traité de Minsk (homonymie).
L'Organisation du traité de sécurité collective (OTSC) (en russe : Организация Договора о коллективной безопасности (Organizacija Dogovora o kollektivnoj bezopasnosti) (ОДКБ (ODKB))) est une organisation intergouvernementale à vocation politico-militaire fondée le 7 octobre 2002, dont les objectifs affichés sont « le renforcement de la paix, internationale et régionale », la sécurité et la stabilité, la protection sur une base collective d'indépendance, l'intégrité territoriale et la souveraineté des États membres. Ces objectifs doivent être atteint principalement par une coopération étroite dans les domaines de politique étrangère, des affaires militaires, de la recherche de nouvelles technologies militaires et de la lutte contre les menaces transfrontalières des terroristes et extrémistes. Elle regroupe la Biélorussie, le Kazakhstan, le Kirghizistan, la Russie et le Tadjikistan. Dans les faits, la coalition est largement dominée par la Russie.

## États participant aux activités du traité

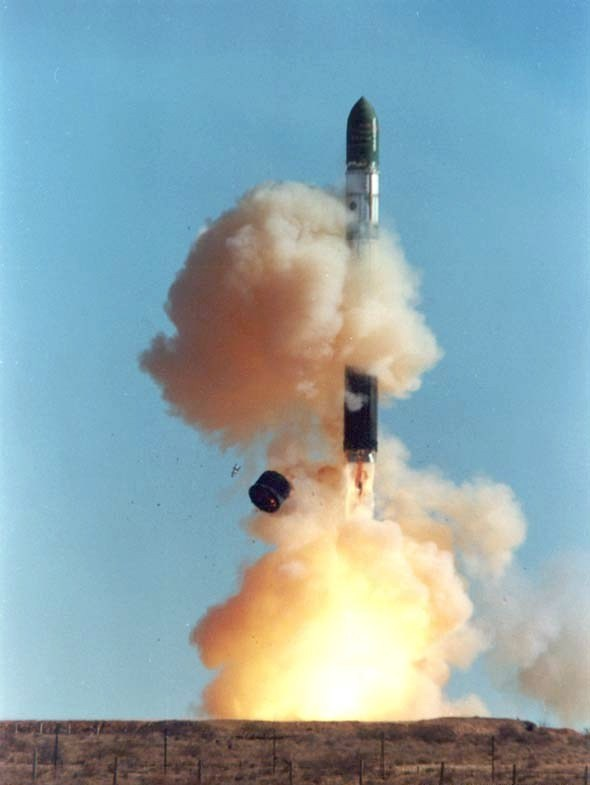
Décollage d'un Dnepr.

### États signataires
- Arménie (1992), État membre fondateur :
  - Forces armées arméniennes (le 23 février 2024, le Premier ministre arménien Nikol Pachinian a annoncé suspendre la participation de son pays à l'OTSC[3],[4] puis, le 12 juin, avoir l'intention de se retirer de l'organisation[5]) ;
- Biélorussie (1992), État membre fondateur :
  - Forces armées biélorusses ;
- Kazakhstan (1992), État membre fondateur :
  - Forces armées kazakhes ;
- Kirghizistan (1992), État membre fondateur :
  - Forces armées kirghizes ;
- Russie (1992), État membre fondateur :
  - Forces armées de la fédération de Russie ;
- Tadjikistan (1992), État membre fondateur :

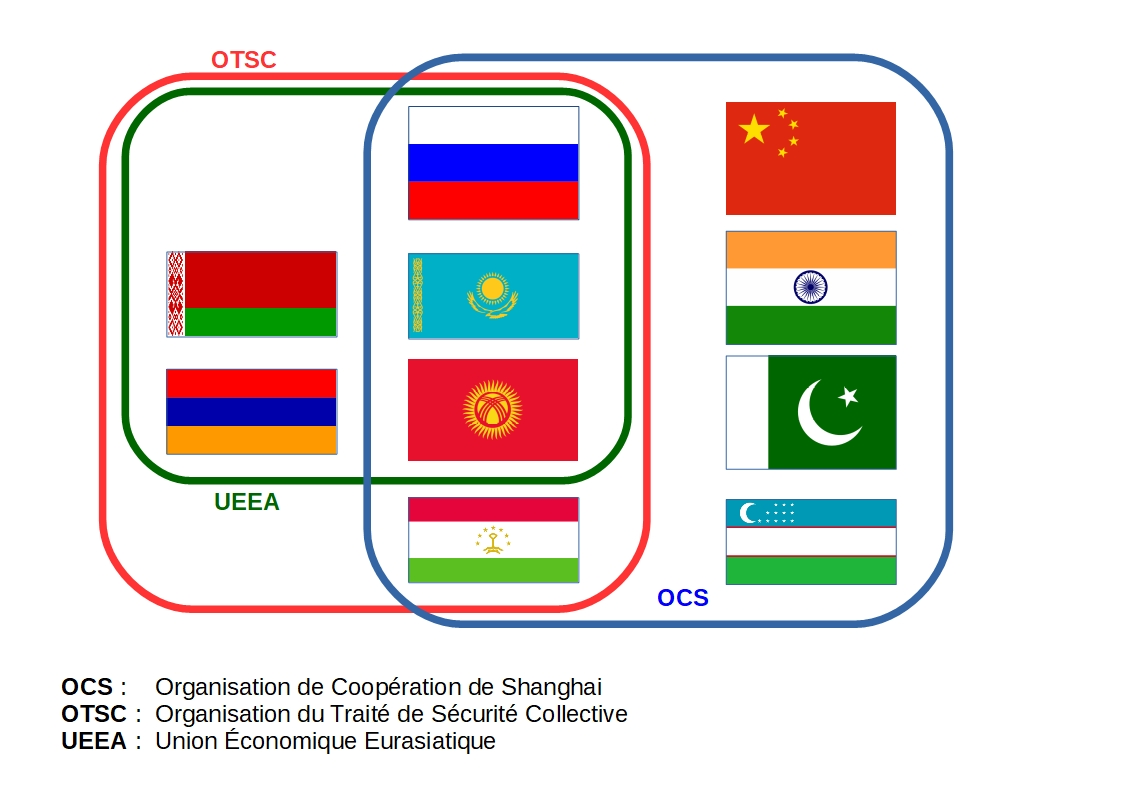
Schéma des alliances inter-étatiques dans l'espace eurasiatique - décembre 2017

  - Forces armées tadjikes.

### États observateurs à l'assemblée parlementaire
- Serbie (11 avril 2013)[6].

### Anciens États signataires
- Azerbaïdjan (membre de 1992 à 1999, membre du GUAM depuis 1997) ;
- Géorgie (membre de 1993 à 1999, membre du GUAM depuis 1997 et négocie son entrée à l'OTAN) ;
- Ouzbékistan (1992-1999/2006-2012), État membre fondateur de 1992 à 1999, membre du GUAM de 1999 à 2005 et membre de l'OTSC de 2006 à 2012.

## Objectifs
L'OTSC affiche plusieurs objectifs, :
- Garantir la sécurité collective des États membres de la CEI ;
- Coopération militaire entre les États membres ;
- Défendre la souveraineté, l'indépendance et l'intégrité territoriale des États membres ;
- Maintenir la paix, la sécurité et la stabilité dans la région ;
- Lutter contre le terrorisme ;
- Lutter contre la prolifération d'armes de destruction massive ;
- Lutter contre la criminalité transnationale (trafic d’êtres humains et immigration clandestine, trafic d’armes et de narcotiques) ;

Dans les faits, du point de vue de Moscou, trois enjeux stratégiques sont centraux :
- Positionner Moscou comme un pôle de pouvoir et d'influence dans la région.
- Maintenir les régimes pro-Moscou de la région.
- Exclure ou limiter les influences américaines et chinoises dans la région

## Origines, création et évolution

### Contexte politico-militaire au sein de la CEI de la création de l'Organisation du traité
- Le 8 et 21 décembre 1991, les traités de Minsk et d'Alma-Ata donnent corps à la CEI.

En 1991, à la chute de l'URSS, l'armée soviétique fut démantelée entre les différents nouveaux États selon l'origine nationale des contingents. C'est alors qu'un commandement militaire commun à tous les membres de la CEI fut instauré. Ce commandement unifié avait sous ses ordres l'ensemble des anciennes troupes soviétiques. En 1992, les derniers reliquats de l'armée soviétique stationnés dans les républiques indépendantes avaient été dissous et les dernières forces ex-soviétiques basées en Allemagne orientale, en Hongrie, en Pologne, en Tchécoslovaquie, en Roumanie, en Bulgarie, en Lituanie, en Lettonie, en Estonie, en Mongolie et à Cuba furent retirées progressivement de 1992 à 1994.
Le traité de sécurité collective (TSC ou encore traité de Tachkent) a été signé le 15 mai 1992 par six États membres de la CEI sur onze (l'Arménie, le Kazakhstan, le Kirghizistan, l'Ouzbékistan, la Russie et le Tadjikistan). Cependant, il ne remporte pas un réel succès. En effet, ce traité ne fait pas l'unanimité parmi les membres de la CEI.
En 1993, le commandement militaire commun de la CEI est aboli. À la suite de cette abolition du commandement militaire de la CEI et au rapatriement des troupes anciennement sous commandement de la CEI (troupes russes comprises), la Russie continue à disposer d'un potentiel militaire (bases, hommes, chars, avions, navires, etc.) réparti surtout dans les pays issus de l'ancienne Union soviétique.
À partir de cette date, le TSC regroupe presque l'ensemble du contenu politico-militaire de la CEI, à l'exception des missions de maintien de la paix de la CEI étant en cours. Moscou propose alors la mise en place de quatre « zones de sécurité » sur le territoire de la CEI, tandis que sont relancées les propositions destinées à coordonner l’activité des services de sécurité des membres de la Communauté. Le but du TSC est d'améliorer l'intégration militaire au sein de la CEI.
Par la suite, l'Azerbaïdjan (24 septembre 1993), la Géorgie (9 décembre 1993) et la Biélorussie (31 décembre 1993) se joindront aux signataires.
Le traité de sécurité collective entre en vigueur le 20 avril 1994.
Le 26 mai 1995, la Russie, la Biélorussie, le Kazakhstan, le Kirghizistan, le Tadjikistan, l'Arménie et la Géorgie signent à Minsk un traité de défense commune des frontières extérieures. L'Ouzbékistan, le Turkménistan, l'Azerbaïdjan, la Moldavie et l'Ukraine s'opposent à la présence de gardes russes sur leurs frontières.
Le 2 avril 1999, seuls six pays signataires du TSC ont signé un protocole afin de renouveler le traité pour une autre période de cinq ans. En effet, l'Azerbaïdjan, la Géorgie et l'Ouzbékistan ont préféré se retirer du traité plutôt que de signer le protocole. Dans le même temps, l'Ouzbékistan a rejoint le GUAM, largement considéré comme ayant l'intention de contrer l'influence russe dans la région.

### Création de l'Organisation du traité

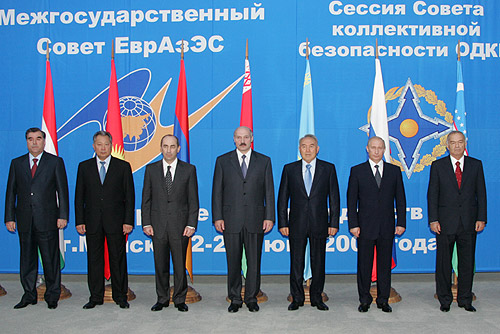
Les dirigeants des États membres de l'OTSC (2006).

Le 7 octobre 2002, à l'occasion des réformes de la CEI, les pays signataires du TSC signèrent une Charte à Chisinau, en Moldavie. La Charte stipulait la création de l'OTSC, créée afin de reprendre l'application du TSC et donc la quasi-totalité du contenu politico-militaire de la CEI. Le 18 septembre 2003, l'organisation devient effective.
Aujourd'hui, et malgré le déclin de la CEI, l'OTSC reste cependant très active en Asie centrale et apparaît désormais comme le complément politico-militaire de l'Eurasec. L'OTSC regroupe désormais la Russie, la Biélorussie, l'Arménie, le Kazakhstan, le Kirghizistan et le Tadjikistan. L'OTSC est une organisation à l'Assemblée générale des Nations unies.
| Pays         | Membre de la CEI           | Ratification du Traité de sécurité collective | Statut actuel au sein de l'OTSC (depuis 2002)                                                                                       | Participation à l'Eurasec, complément économique de l'OTSC       | Participation au GUAM, dont les objectifs sont opposés ceux de l'OTSC |
| ------------ | -------------------------- | --------------------------------------------- | --- | ---------------------------------------------------------------- | --------------------------------------------------------------------- |
| Arménie      | Oui                        | 15 mai 1992                                   | Membre fondateur | État observateur (depuis 2003)                                   | Non                                                                   |
| Kazakhstan   | Oui                        | 15 mai 1992                                   | Membre fondateur | Membre fondateur (depuis 2000)                                   | Non                                                                   |
| Kirghizistan | Oui                        | 15 mai 1992                                   | Membre fondateur | Membre fondateur (depuis 2000)                                   | Non                                                                   |
| Russie       | Oui                        | 15 mai 1992                                   | Membre fondateur | Membre fondateur (depuis 2000)                                   | Non                                                                   |
| Tadjikistan  | Oui                        | 15 mai 1992                                   | Membre fondateur | Membre fondateur (depuis 2000)                                   | Non                                                                   |
| Biélorussie  | Oui                        | 31 décembre 1993                              | Membre fondateur | Membre (depuis 2000)                                             | Non                                                                   |
| Azerbaïdjan  | Oui                        | 24 septembre 1993, puis annulation en 1999    | - | -                                                                | Membre (depuis 1999)                                                  |
| Géorgie      | Non (depuis août 2008)     | 9 décembre 1993, puis annulation en 1999      | - | -                                                                | Membre (depuis 1997)                                                  |
| Ouzbékistan  | Oui                        | 15 mai 1992                                   | Membre fondateur (1992-1998), puis État auto-suspendu (1998-2006) et État membre (2006-2012), avant de, à nouveau, s'auto-suspendre | Membre (2006-2008), puis État membre auto-suspendu (depuis 2008) | Membre (1999-2005), puis ancien membre (depuis 2005)                  |
| Moldavie     | Oui                        | Non ratifié                                   | - | État observateur (depuis 2002)                                   | Membre fondateur (depuis 1997)                                        |
| Ukraine      | Non (depuis mars 2014)     | Non ratifié                                   | - | État observateur (depuis 2002)                                   | Membre fondateur (depuis 1997)                                        |
| Turkménistan | État associé (depuis 2007) | Non ratifié                                   | - | -                                                                | -                                                                     |

### Conseil permanent de Sécurité collective

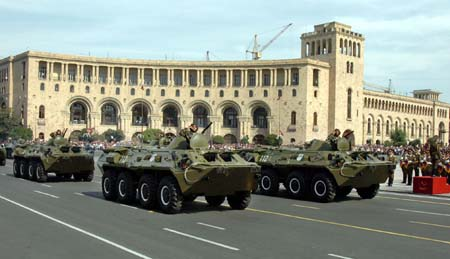
BTR-80 arméniens.

### Présidence tournante

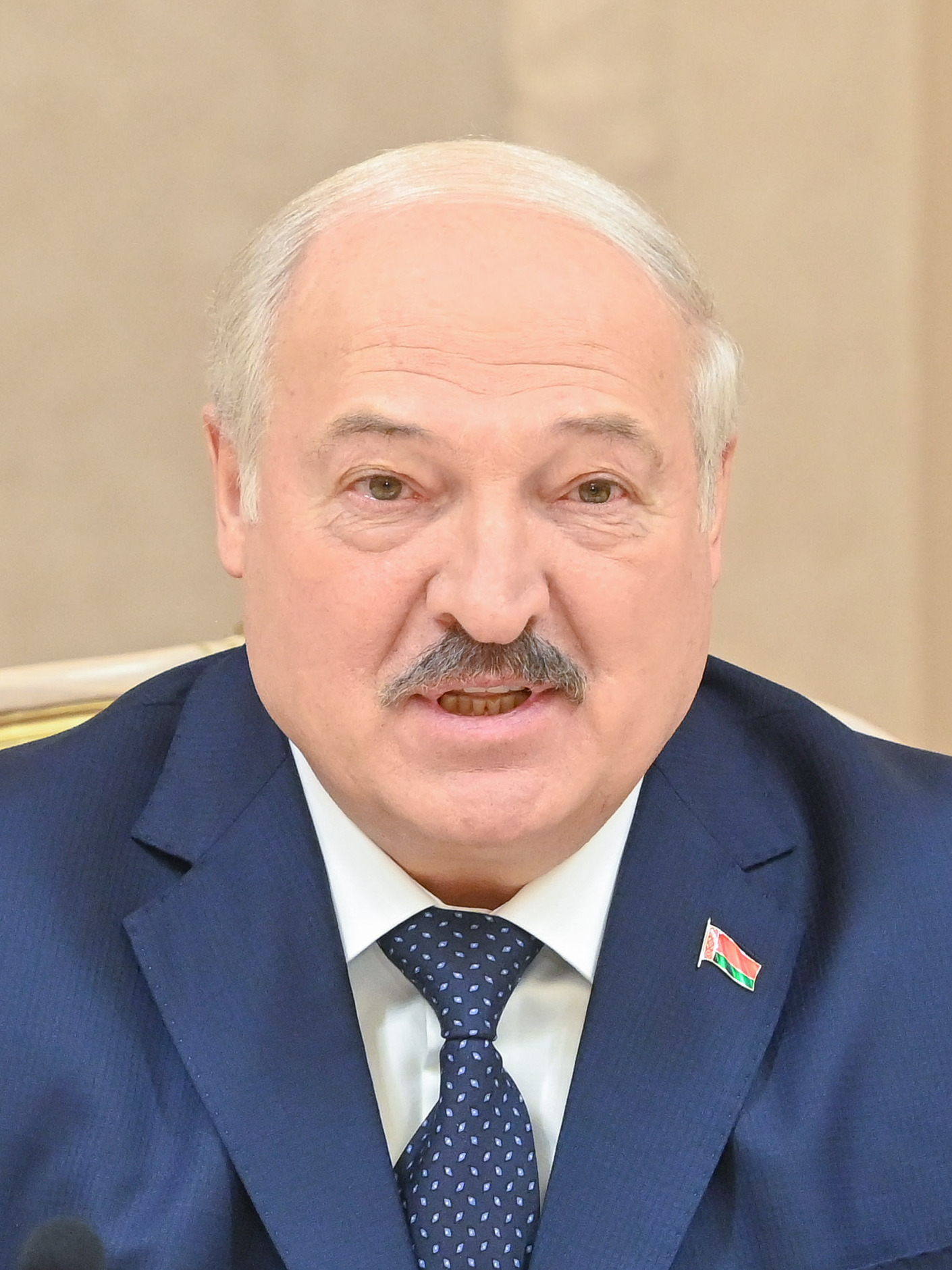
Le président actuel de l'OTSC est de facto le président biélorusse Alexandre Loukachenko.

## Institutions

### Secrétariat général permanent

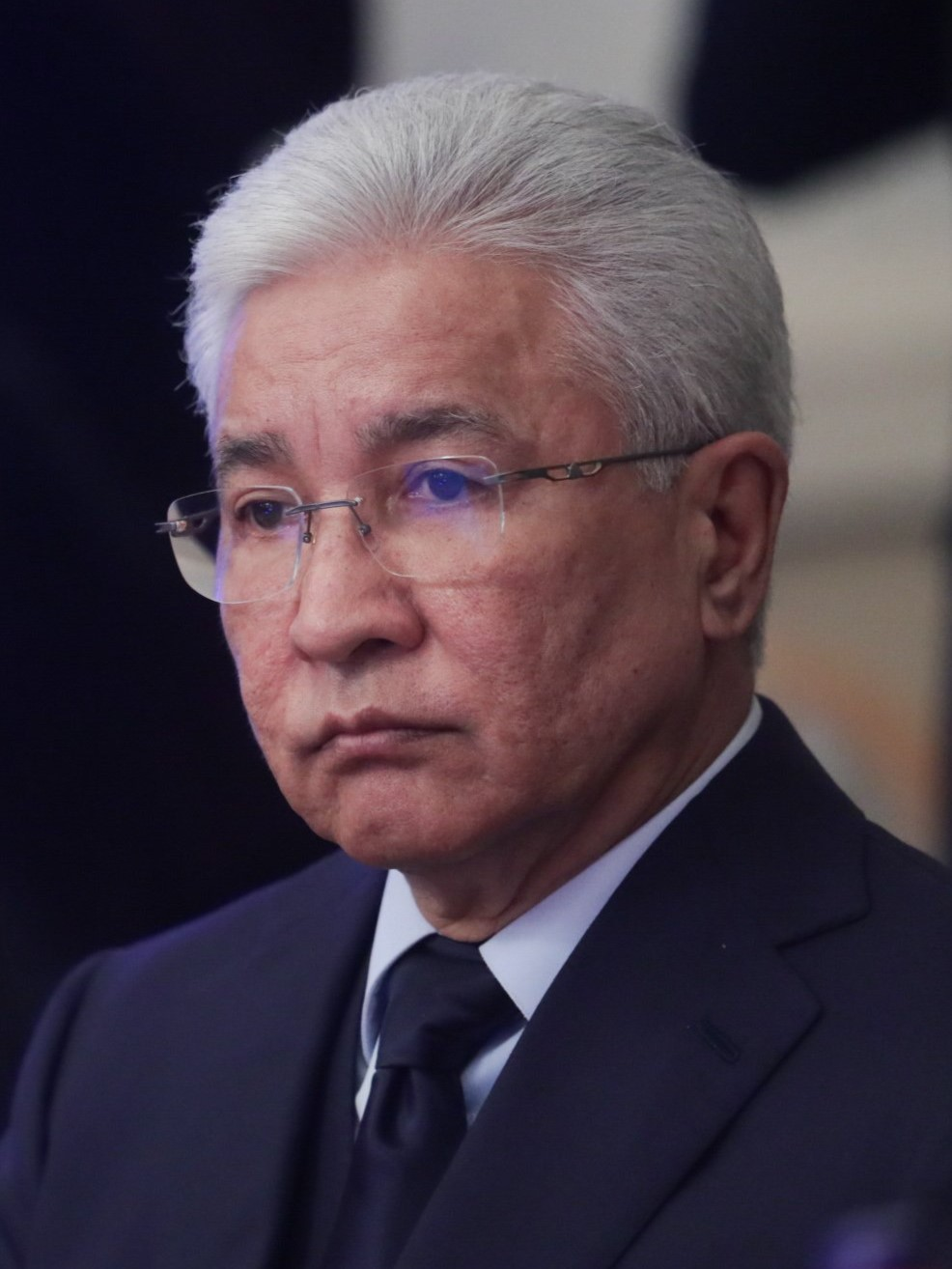
Imangali Tasmagambetov, secrétaire général de l'OTSC.

| no | Dates         | Pays | Nom                        |
| -- | ------------- | ---- | -------------------------- |
| 1  | 2003-2016     |      | Nikolaï Bordiouja          |
| —  | 2017-2017     |      | Valeri Semerikov (intérim) |
| 2  | 2017-2018     |      | Iouri Khatchatourov        |
| —  | 2018-2019     |      | Valeri Semerikov (intérim) |
| 3  | 2020-2022     |      | Stanislav Zas              |
| 4  | 2023-en cours |      | Imangali Tasmagambetov     |

## Domaines de coopérations

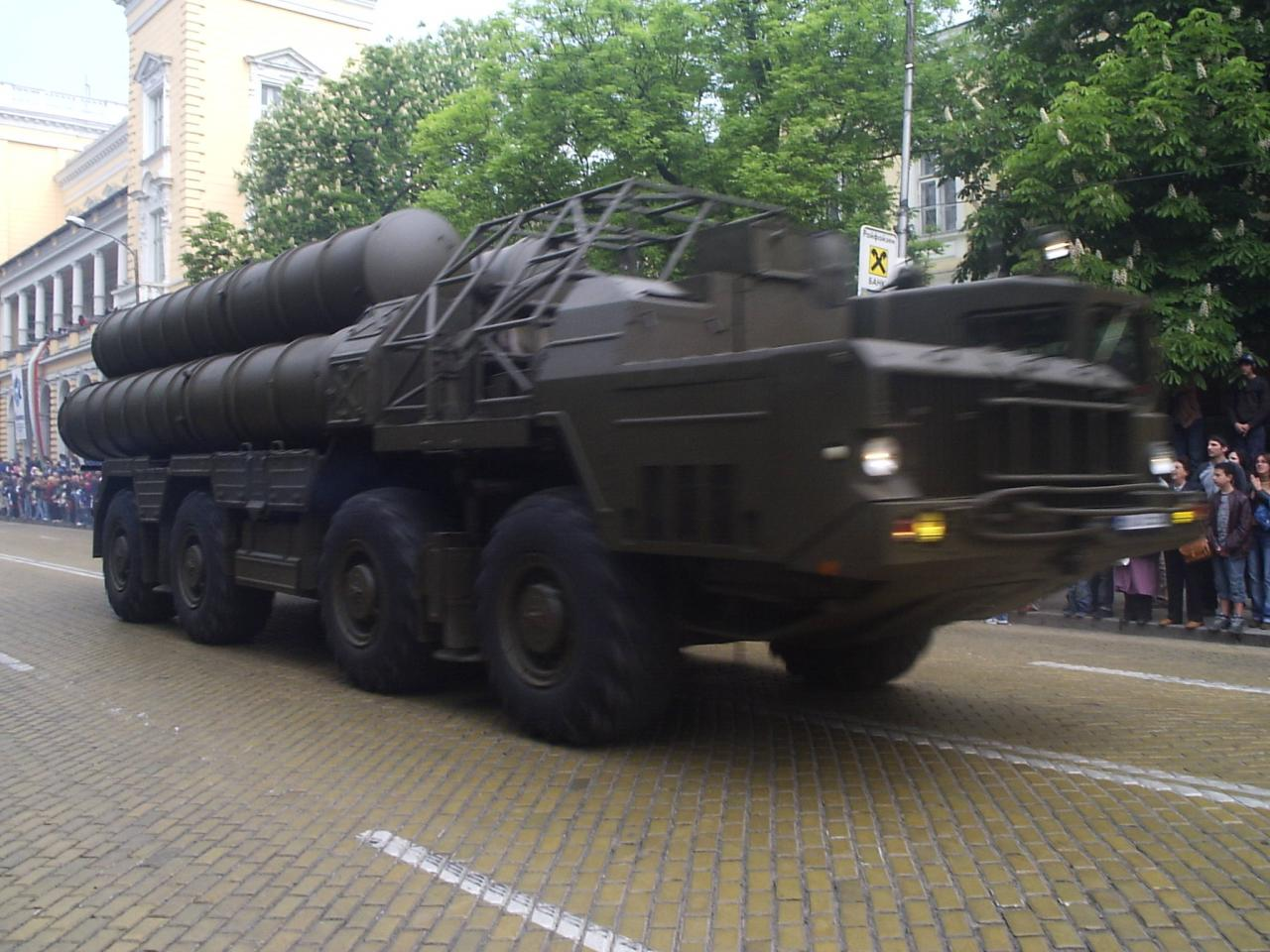
S-300 en parade.

### Défense antiaérienne commune
À l'instar de la DCA russo-biélorusse (premier exemple de DCA commune dans l'espace post-soviétique), le projet de défense anti-aérienne commune a été élargit à l'ensemble des membres de l'OTSC.

### Forces de maintien de la paix

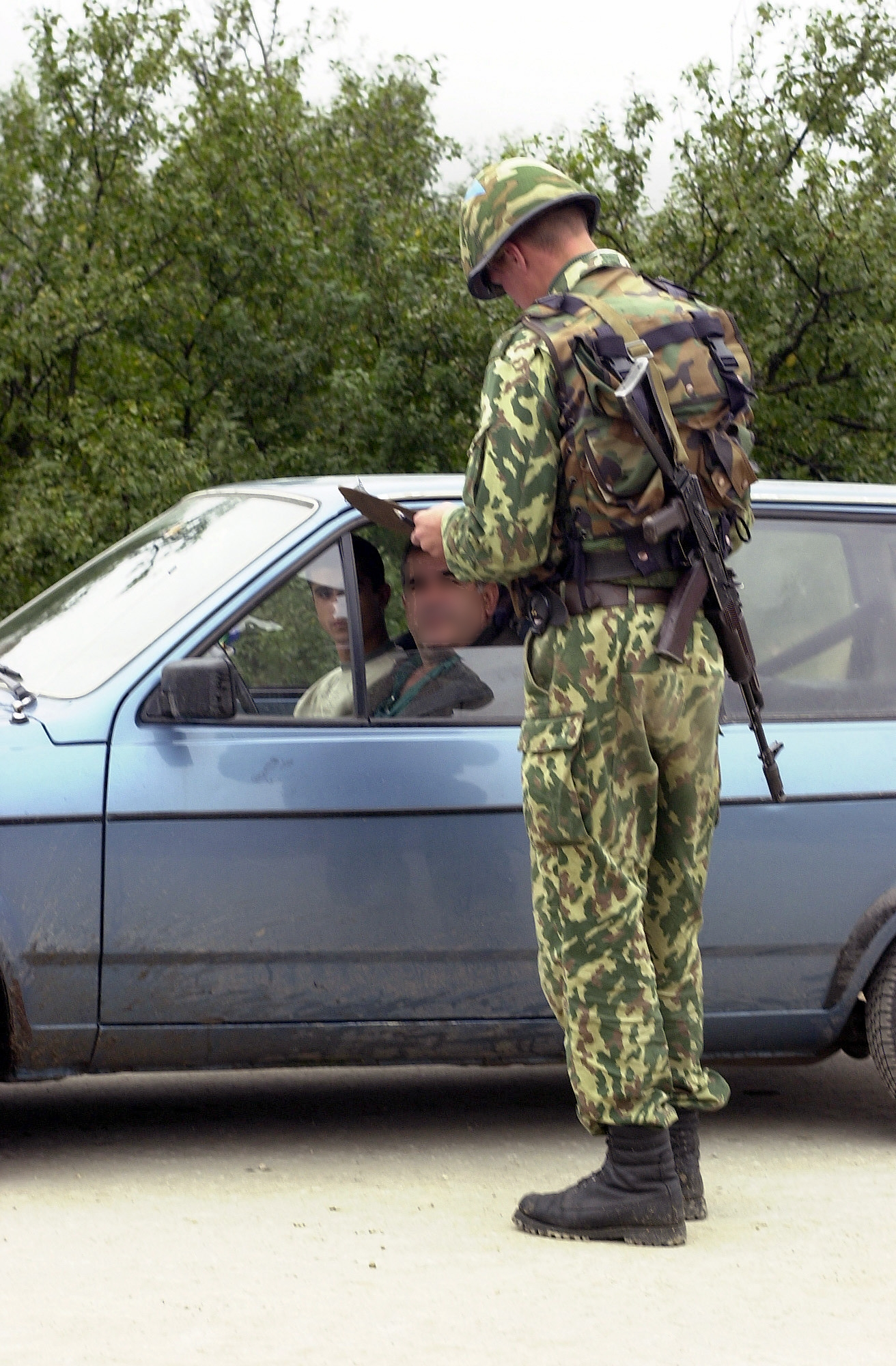
Soldat russe.

Un accord portant sur la création d'une force de maintien de la paix dans le cadre de l'OTSC est entré en vigueur le 19 janvier 2009.
Les pays membres ont signé l'accord le 6 octobre 2007 à Douchanbe. La Biélorussie, le Kazakhstan et l'Arménie ont ratifié le document en 2008. L'accord est entré en vigueur à la suite de sa ratification par la Russie.
La force de maintien de la paix participera sur décision du Conseil de sécurité de l'ONU aux opérations de maintien de la paix lancées sur le territoire de l'organisation ou dans d'autres régions du monde. Le but de cette initiative est également d'augmenter l'importance de l'OTSC sur le plan international.

### Forces d'intervention rapide

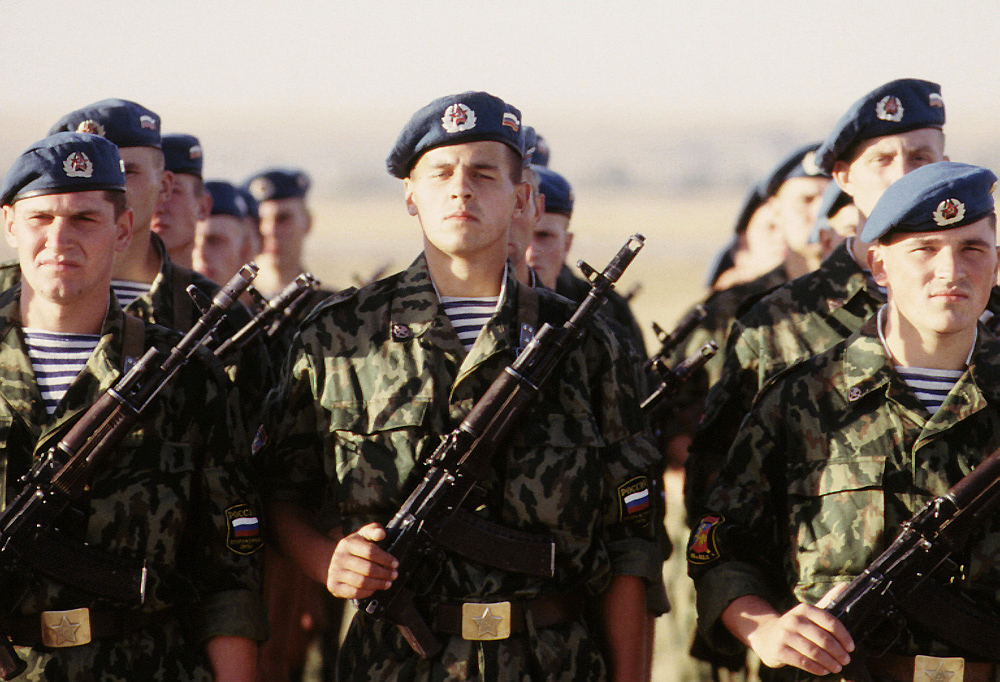
Les vozdouchno-dessantnye voïska ou VDV (« troupes aéroportées ») en manœuvre au Kazakhstan.

Le 11 octobre 2000, la création d'une force d'intervention rapide (parfois appelée force de réaction rapide) de l'OTSC est décidée par la Russie, la Biélorussie, le Kazakhstan, l'Arménie, le Tadjikistan et le Kirghizistan, son premier élément est créé le 25 mai 2001 pour l'Asie centrale dont l'état-major est basé à Bichkek. Au début de 2006, l'Ouzbékistan a réintégré l'OTSC.

### Autres coopérations

#### Coopération dans la libre-circulation des personnes et des capitaux
La Communauté économique eurasiatique et l'Organisation du traité de sécurité collective ont comme projet de créer un régime propice à la libre circulation des personnes et des capitaux des pays membres (l'Arménie, la Biélorussie, le Kazakhstan, le Kirghizistan, la Russie, le Tadjikistan et l'Ouzbékistan).
« C'est seulement en commun que nous pourrons faire valoir nos intérêts nationaux et créer des conditions propices à l'élévation du bien-être de nos peuples », avait ajouté Bouzoubaïev.

## Zones de sécurité de la CEI
Ces zones de sécurité furent créées lorsque le TSC était encore dépendant de la CEI. Désormais, c'est l'OTSC qui reprend ces zones de sécurité de la CEI.

### Zones de sécurité est-européenne

#### Espace commun de sécurité entre la Russie et la Biélorussie

##### Défense commune anti-aérienne (DCA)

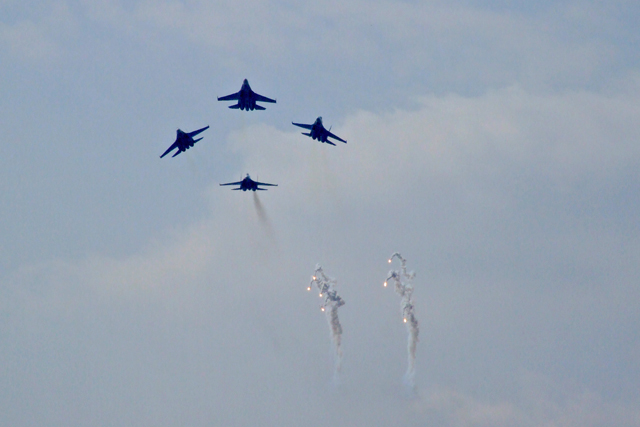
Quatre Soukhoï Su-27 Flanker, exemple d'avion de combat russe.

La Russie et la Biélorussie signèrent, le 3 février 2009, un accord intergouvernemental de protection conjointe de la frontière extérieure aérienne de leur « Union », et de création d'un « Système unique de défense antiaérienne ». Cette information fut annoncée par l'assistant du président russe Sergueï Prikhodko. D'après ce dernier, « cet accord marque une étape importante dans la coopération militaire et technico-militaire des deux pays ».

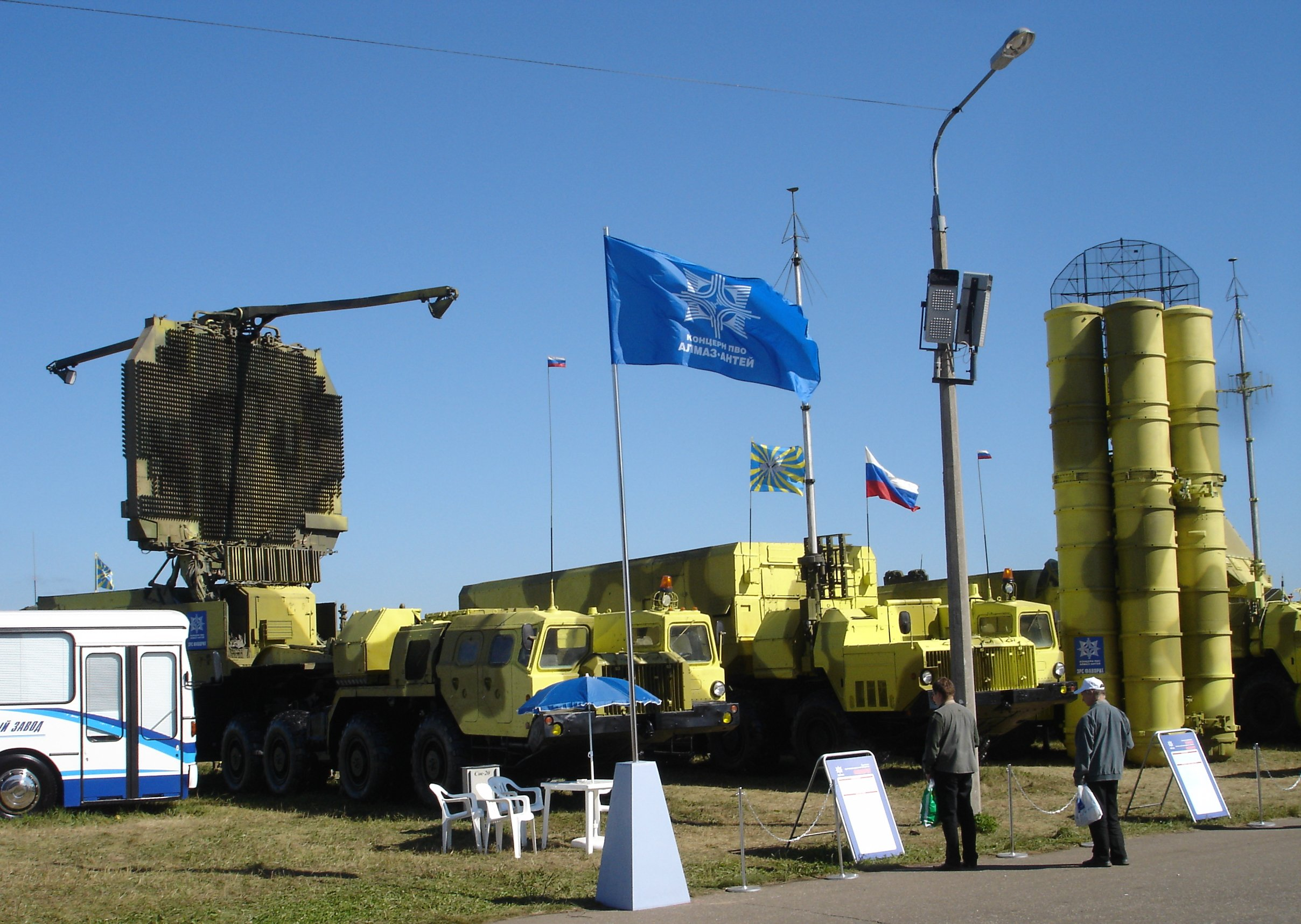
Le système radar et de tir du missile surface-air S-300.

##### Potentiel militaire russe en Biélorussie
Sur le sol biélorusse, la Russie dispose de la station radar Volga (près de Hantsavichy).

#### Potentiel militaire russe en Crimée
Lors de l'indépendance de l'Ukraine (24 août 1991), les troupes russes évacuèrent le pays, à l'exception de la station-radar de Moukatcheve (dans les Carpates) (ayant cessé récemment de desservir la Russie) et de la base navale de Sébastopol (en Crimée).

#### Potentiel militaire russe en Transnistrie
En Transnistrie, la Russie entretient des soldats de la XIVe armée russe ainsi que 402 soldats russes issus de la mission JKF de maintien de la paix de la CEI à la frontière moldavo-transnistrienne (ces derniers sont accompagnés par 492 militaires transnistriens).

#### Riposte russe à l'installation de missiles américains ABM
Les projets d'installation de batteries anti-missiles ABM américaines en Pologne ont été suivis d'évocations par Moscou de projets divers dont la délocalisation des missiles russes en Biélorussie et l'établissement de missiles Iskander dans la région de Kaliningrad.

#### Système radar russe est-européen

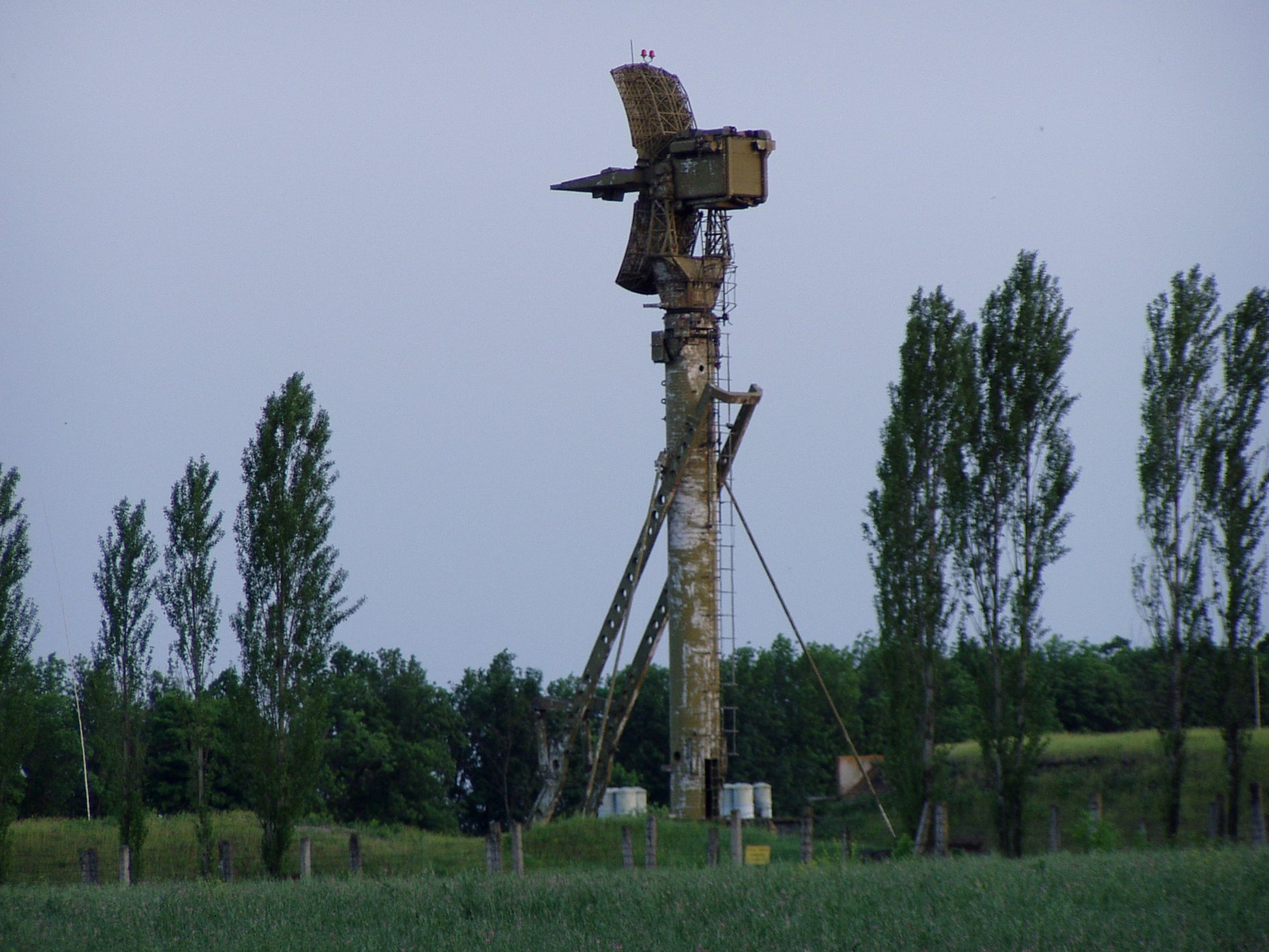
Radar russe datant de l'ère soviétique.

### Zone de sécurité centre-asiatique

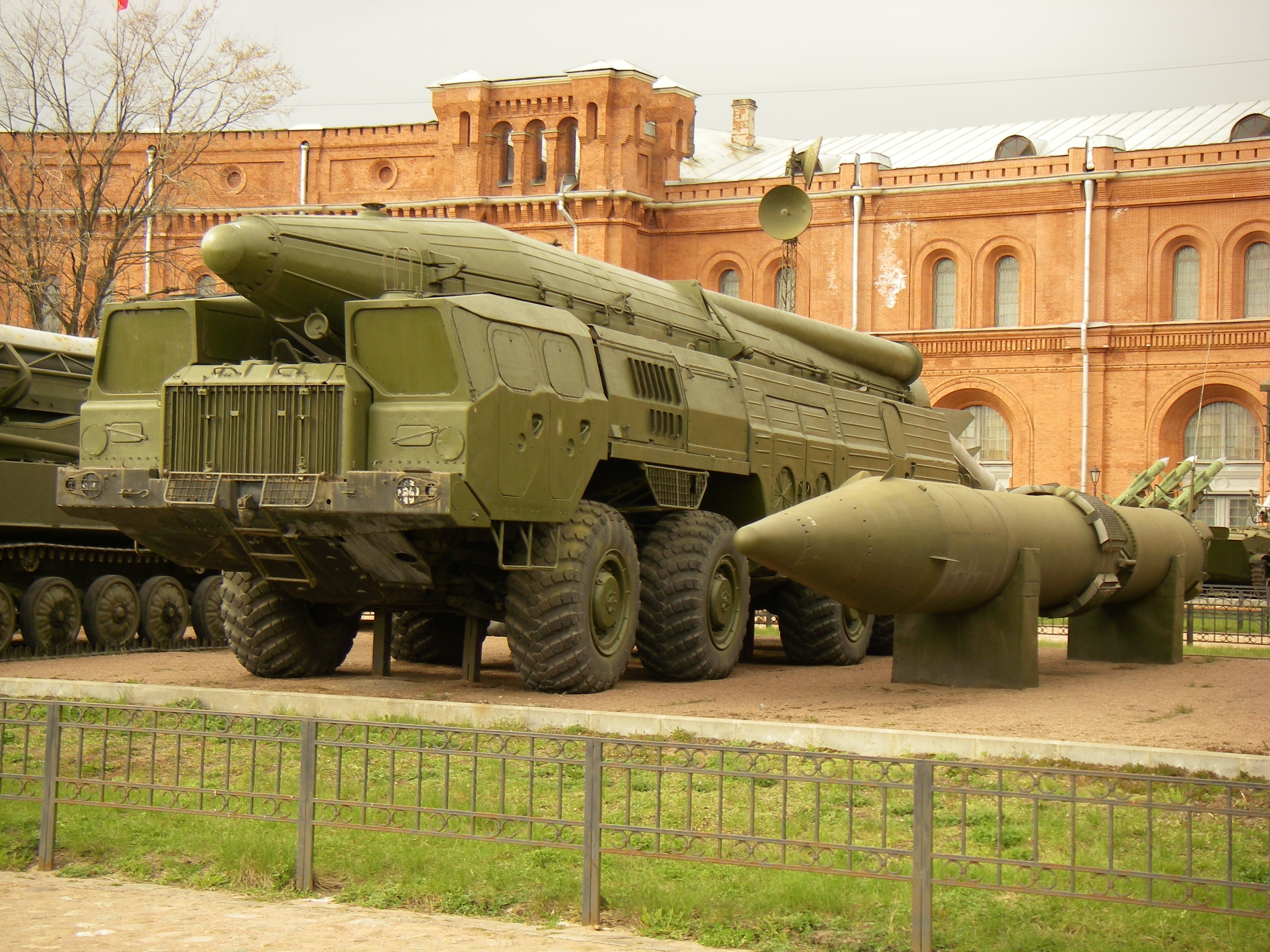
Un 9P120 Temp-s (Code OTAN SS-12).

Il n'y a pour le moment aucune DCA connue entre la Russie et le secteur centre-asiatique, bien que la Russie et le Kazakhstan soient très proches militairement.

#### Potentiel militaire russe au Kazakhstan
Sur le sol kazakh, la Russie dispose du cosmodrome de Baïkonour, d'un régiment d'aviation (à Kostanaï), d'une station radar (près du lac Balkhach), et d'un nœud radiotechnique des Forces spatiales (situé au polygone de Sary Chagan, à Priozersk).

#### Potentiel militaire russe au Kirghizistan
Sur le sol kirghize, la Russie dispose de la base aérienne de Kant et du centre d'essai d'armement anti-sous-marins (basé à Karakol, aux bords du lac Issyk Kul).
Depuis février 2009, le Kirghizistan a engagé un rapprochement plus poussé avec la Russie. En effet, alors que le président kirghiz Bakiev annonçait la fermeture prochaine de la base aérienne américaine de Manas, la Russie a réactivé une station radar dans la région kirghize de Tchouï. Peu auparavant, le Kirghizistan avait obtenu un crédit de 2 milliards de dollars de la part de Moscou, en plus d'une aide désintéressée de 150 millions de dollars.

#### Potentiel militaire russe en Ouzbékistan
Sur le sol ouzbek, la Russie dispose de la base militaire aérienne de Karshi-Hanabad, en Ouzbékistan.

#### Potentiel militaire russe au Tadjikistan
Sur le sol tadjik, la Russie dispose d'un centre de contrôle de l'espace cosmique (à Nourek), une base aérienne à Ayni et de diverses installations militaires (201e base à Douchanbé, Qurghonteppa et Koulab).

### Zone de sécurité caucasienne

#### Espace commun de sécurité entre la Russie et l'Arménie

##### Coopération militaire russo-arménienne
L'Arménie a opéré une DCA commune avec la Russie.

##### Potentiel militaire russe en Arménie
Sur le sol arménien, la Russie possède la 102e base militaire (à Gyumri) et d'une base aérienne (à Erevan) ; la base abrite en garnison 5 000 soldats russes.

#### Présence russe en Azerbaïdjan
En Azerbaïdjan, la Russie possédait la station radar de type Darial, à Qabala (Qabala Rayon (en)), qui fut déséquipée en 2012 à la suite d'une hausse du loyer annuel (passant de 7 à 300 millions de dollars), et remplacée au sein de la défense antimissile russe par la station radar d'Armavir de type Voronezh[réf. nécessaire].

#### Cas sud-ossète et abkhaze

##### Potentiel militaire russe en Abkhazie et en Ossétie du Sud
La Russie a commencé l'occupation militaire de l'Ossétie du Sud et de l'Abkhazie. Sur le sol sud-ossète, la Russie dispose d'au moins quatre bases.

## Manœuvres communes
Cette liste reprend toutes les manœuvres des troupes de l'OTSC :
- Les manœuvres de l'OTSC proprement dites ;
- Les manœuvres de la CEI car les États hors OTSC n'y participent guère plus ;
- Les manœuvres nationales et multilatérales des États membres de l'OTSC ;
- Les manœuvres conjointes des forces de l'OCS car, à l'exception de la Biélorussie et de l'Arménie, les membres de l'OTSC sont membres de l'OCS.

### Rubezh 2008(manœuvres de l'OTSC)
Le premier exercice militaire de grande envergure de l'OTSC est l'exercice « Rubezh 2008 ». Cet exercice militaire a été accueilli sur le sol arménien. Il rassemblait un total de 4 000 soldats venant de l'ensemble des pays membres de l'OTSC. L'exercice avait pour but de tester les opérations, les stratégies et les tactiques avec un accent particulier sur l'enrichissement de l'efficacité du partenariat de la sécurité collective de l'OTSC.

### Kazakhstan 2022 (OTSC)
Le 6 janvier 2022, l'OTSC déploie des troupes au Kazakhstan pour soutenir le gouvernement kazakh déstabilisé par des émeutes massives. Le contingent de l'organisation inclut un important déploiement russe de près de 3000 soldats, dont des parachutistes, et compte quelques centaines de Biélorusses, d’Arméniens, de Tadjiks et de Kirghizs. Cette intervention de l'OTSC est sollicitée par le président kazakh Tokaïev, qui la présente comme une « opération antiterroriste ». Le 11 janvier, ce dernier annonce le succès de la mission et le retrait progressif des troupes de l'OTSC dans les jours suivants.

## Prédominance militaire russe

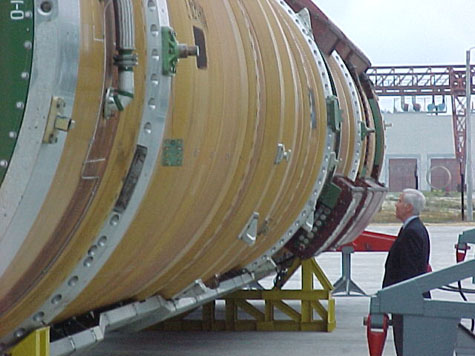
Un missile balistique nucléaire Ss18.

À la suite d'accords, la Russie conserve et entretient plusieurs centaines de bases, soldats, chars et avions de tout genre répartis surtout dans les pays de l'ancienne Union soviétique. La plupart des forces armées de l'OTSC sont actuellement russes à cause de la faiblesse militaire des républiques d'Asie centrale.
De plus, le 21 décembre 1991, lors du sommet de la CEI à Alma-Ata, un accord fut conclu entre les quatre puissances nucléaires de la CEI (la Russie, l'Ukraine, la Biélorussie et le Kazakhstan) sur l'instauration d'un commandement unique (russe) des forces nucléaires stratégiques.

## Interdépendance avec l'OCS

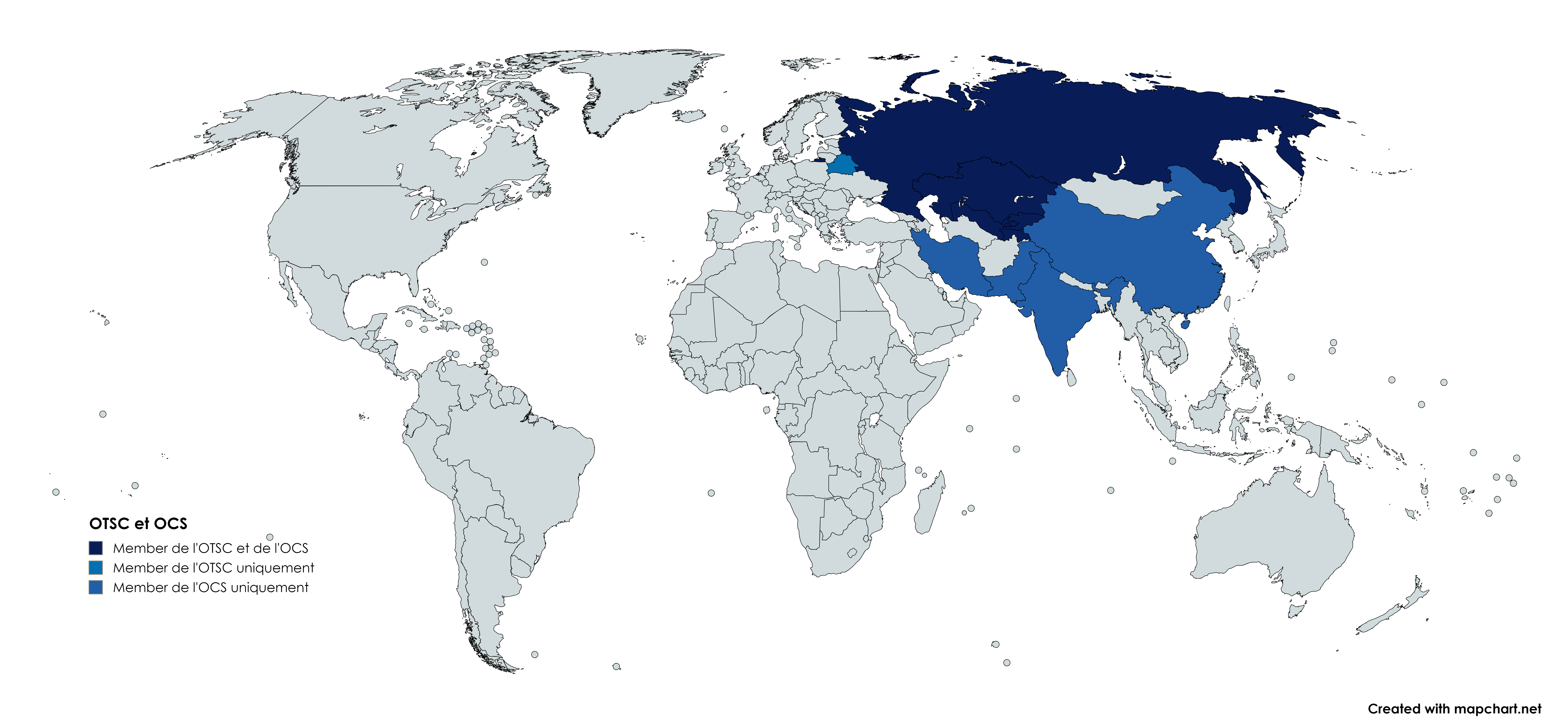
OTSC et OCS

L'OTSC et l'OCS sont très proches d'une part par leurs membres en commun (Kirghizistan, Ouzbékistan, Russie, Tadjikistan et indirectement l'Iran), ensuite par la lutte anti-terroriste de ces deux organisations.

### Accords entre l'OTSC et l'OCS
En octobre 2007, l'OTSC a signé un accord avec l'OCS, à Douchanbé, au Tadjikistan, afin d'élargir la coopération sur des questions telles que la sécurité, la criminalité et le trafic de drogue.

### Coopération dans la lutte anti-terroriste
L'OTSC et l'OCS luttent contre le terrorisme et ont le désir d'amplifier cette action dans les années à venir. « Il faudrait exploiter plus largement les possibilités des organisations régionales qui ont démontré leur efficacité dans ce domaine, notamment celles de l'Organisation du Traité de sécurité collective et de l'Organisation de coopération de Shanghai » a déclaré l'ambassadeur russe Vitali Tchourkine lors d'une réunion du Conseil de sécurité de l'ONU.
Ce dernier a aussi appelé d'amplifier la coopération entre l'OTSC et l'OTAN afin d'augmenter l'importance de l'action anti-terroristes déployés par la Force internationale d'assistance à la sécurité en Afghanistan sous l'égide de l'OTAN.
La liste des organisations considérées comme terroristes et extrémistes par l'OTSC a été élargie à 31 formations. « Au cours d'une réunion, nous avons aujourd'hui coordonné le projet de liste des organisations considérées comme terroristes et extrémistes dans les pays membres de l'OTSC […] La première liste des organisations terroristes, qui comptait 22 mouvements, a été établie par les pays de l'OTSC en 2004 […] Depuis cette date, nous avons élaboré une liste comportant de nouvelles organisations : 31 figurent dans la liste », a annoncé le porte-parole de l'OTSC Vitali Strogovets.
Les 31 organisations visées sont :
- L'organisation radicale azerbaïdjanaise Boz gourd ;
- Le mouvement taliban ;
- Les Frères musulmans ;
- Al-Qaïda ;
- La secte islamiste turque Nourdjoular ;
- Le Jamaat Mojahed d'Asie centrale ;
- Etc.

### Rapprochement entre la Biélorussie et l'OCS
Le 15 mai 2009, la Biélorussie a reçu le statut de « partenaire de discussion ». Le chef de la diplomatie russe Sergueï Lavrov : « Les États expriment leur intention de coopérer avec l'OCS (Chine, Kazakhstan, Kirghizstan, Ouzbékistan, Russie, Tadjikistan et les pays observateurs - Iran, Mongolie, Inde et Pakistan). Le statut de partenaire de dialogue de l'OCS a été récemment créé au sein de l'organisation. Vendredi, nous avons décidé d'accorder ce statut à la Biélorussie et au Sri Lanka […] Les présidents des pays membres de l'OCS examineront la Déclaration d'Ekaterinbourg et un projet de document sur les mécanismes de réaction politique et diplomatique à la situation dans la région de l'OCS. ».

### Relations entre l'OTSC et l'Iran
En mai 2007, le secrétaire général de l'OTSC, Nikolai Bordyuzha (en), a suggéré que l'Iran, un observateur au sein de OCS, pourrait éventuellement rejoindre l'organisation. Il a déclaré : « L'OTSC est une organisation ouverte. Si l'Iran fait une demande conformément à notre charte, nous considérerons l'application »[réf. souhaitée]. Si l'Iran adhère à l'organisation, ce serait le premier État membre de l'OTSC à ne pas faire partie de l'ex-Union soviétique.
La Russie, membre important et influent de ces deux organisations, possède un lien très important, en particulier économique avec l'Iran.

## Relations de l'OTSC avec l'OTAN et le GUAM
L'OTSC tente d'uniformiser les politiques étrangères des différents États membres.

### Relations avec l'OTAN

#### Contexte global
L'OTSC a la volonté de devenir, à long terme, une véritable organisation politico-militaire analogue à l'OTAN et de s'assurer que ses alliés sont prêts à combattre contre un ennemi commun au nom des intérêts communs.

#### Contexte afghan

##### Affaire de la base de Manas (Kirghizistan)
À 90 minutes de vol de l'Afghanistan, la base a été ouverte par les États-Unis en décembre 2001. Elle est utilisée comme base de la 376th Air Expeditionary Wing et dépend du United States Central Command dans le cadre de la guerre en Afghanistan (premier hub aérien pour les forces de l'ISAF selon le Pentagone). Environ 1 000 soldats américains, français et espagnols y sont installés, ainsi que 650 contractuels. Des avions ravitailleurs KC-135 américains, un C135F français et des C-130 espagnols y sont présents.

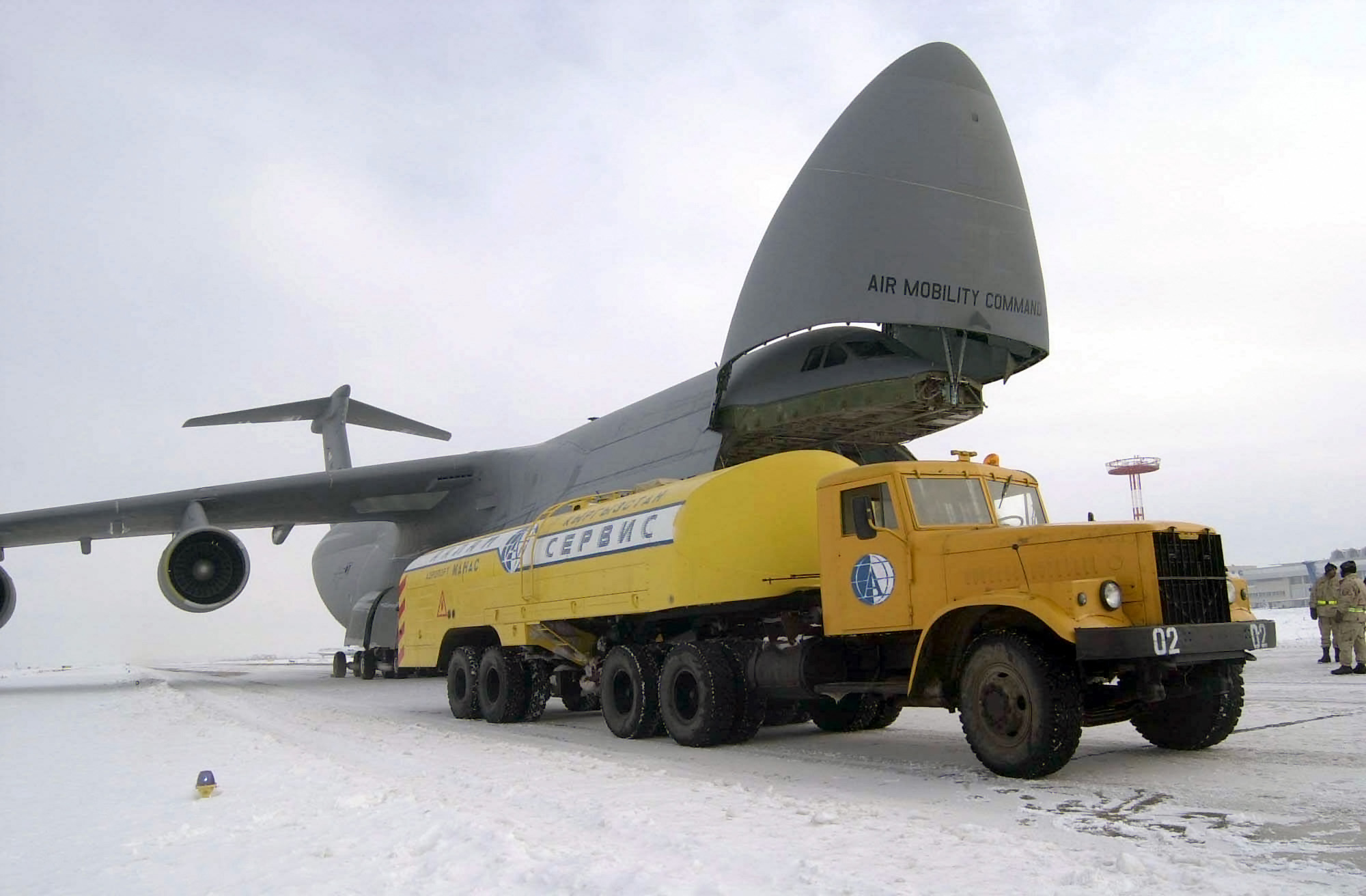
Plein de fioul d'un avion cargo Lockheed C-5 Galaxy à Manas, en provenance de la base aérienne de Ramstein, en Allemagne.

Le 3 février 2009 les négociations entre les présidents de la Russie et du Kirghizistan ont abouti au résultat ardemment souhaité par Moscou. Bakiev a annoncé la fermeture prochaine de la base aérienne américaine de Manas.
De l'autre côté, la Russie a réactivé une station radar dans la région kirghize de Tchouï. Peu auparavant, le Kirghizistan avait obtenu un crédit de 2 milliards de dollars de la part de Moscou, en plus d'une aide désintéressée de 150 millions de dollars. La Russie a également entièrement annulé la dette kirghize de 180 millions de dollars. Ceci augmenta les tensions entre Moscou et Washington, qui devra désormais compter avec la Russie en Asie centrale.

##### Soutien aux troupes atlantiques en Afghanistan
L'OTSC soutient l'action des troupes de l'OTAN en Afghanistan. En effet, Moscou et les autres capitales ont préféré cette attitude à celle de l'opposition à l'invasion. Cet état de fait s'explique par le fait que les républiques d'Asie centrale et la Russie ont peu envie de voir la cause talibane se propager au sein des frontières de l'OTSC.

##### Avenir de l'Afghanistan
Fin 2008, les membres de l'OTSC ont réaffirmé leur disposition à coopérer avec les organisations internationales pour contribuer à l'aménagement post-conflictuel en Afghanistan.

#### Système anti-missiles américain

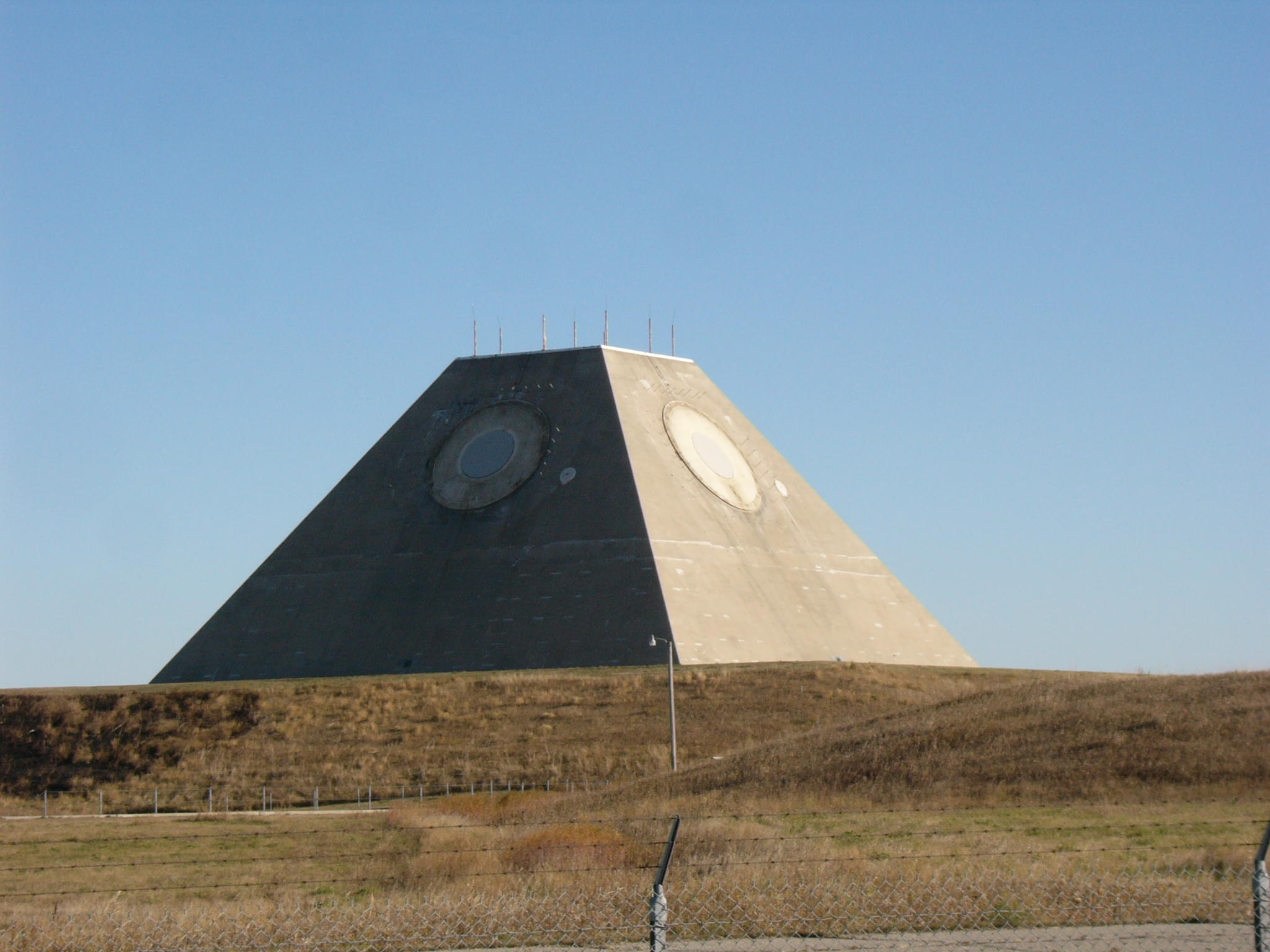
Station radar.

À la suite de l'intention de Washington de construire un bouclier anti-missiles en Europe de l'Est (10 missiles intercepteurs en Pologne et un radar en République tchèque), les relations russo-américaines se sont dégradées malgré les tentatives américaines de renouer le dialogue.
Les États-Unis affirment que le bouclier anti-missile servira à contrer la menace iranienne et nord-coréenne. Moscou, se sentant menacée, s'est opposée au projet malgré les tentatives américaines pour rassurer Moscou. La Russie a prévenu la Pologne du risque de déstabilisation dans la région qu'engendrerait l'installation de missiles intercepteur sur le sol polonais.
La Russie craint également l'éventualité de voir se construire des éléments du système anti-missiles en Lituanie - ce qui entraînerait un renforcement militaire russe à Kaliningrad -, en Ukraine - où les radars de Sébastopol et de Moukatchevo ont cessé leur collaboration avec les Forces spatiales russes et pourraient potentiellement servir au système anti-missiles - et en Géorgie.
La Russie qui estime que ce programme est dirigé contre elle déploie de façon temporaire en représailles le 10 septembre 2008 2 bombardiers stratégiques Tu-160 au Venezuela et signe avec la Biélorussie le 2 novembre 2008 un accord bilatéral sur la création d’un système commun de défense antimissiles. Le 5 novembre 2008, le président russe Medvedev estime durant son adresse annuelle devant l'Assemblée fédérale russe que « le conflit dans le Caucase a servi de prétexte pour introduire en mer Noire des navires de guerre de l'OTAN et imposer à l'Europe des systèmes de défense antimissile. Cela ne manquera pas d'entraîner des mesures de rétorsion russes », qu'il détaille : maintien en état d'alerte de la RVSN stationnée à Kozelsk, au Sud-Ouest de Moscou, dotée de missiles SS-19 Stiletto d'une portée de 10 000 km ; installation possible dans l'exclave russe de Kaliningrad, sur la mer Baltique, de missiles de théâtre Iskander d'une portée de 300 km.

### Relations avec le GUAM

Communauté des États indépendants :
États membres de l'OTSC ;
États membres du GUAM ;
Autres États membres de la CEI.

Les relations entre l'OTSC et le GUAM sont particulièrement tendues, à cause des relations russo-géorgiennes, depuis la Guerre d'Ossétie du Sud. De plus, l'Azerbaïdjan et la Géorgie ont en 1999 quitté l'organisation militaire pour participer activement à la GUAM. Il en sera de même pour l'Ouzbékistan, mais celui-ci la quittera pour rejoindre à nouveau l'OTSC.
Soucieux de se rapprocher de l'Union européenne (UE) et de l'OTAN, les pays du GUAM font face à la défiance de la Russie et donc indirectement de l'OTSC.

#### Relations avec la Géorgie

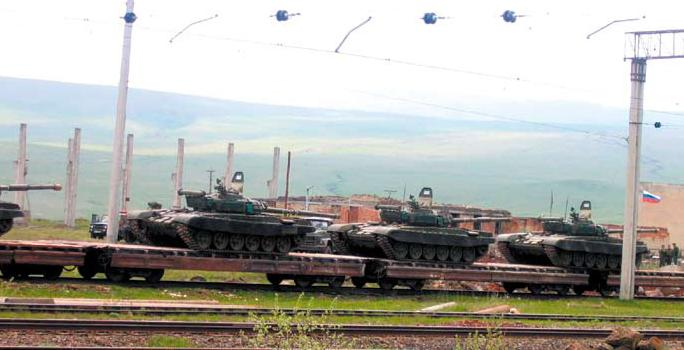
Train évacuant le matériel militaire russe du sol géorgien (à l'exception de l'Ossétie du Sud et de l'Abkhazie).

À l'origine, la Géorgie faisait partie de cette organisation militaire, mais elle la quitta en 1999, avec l'Ouzbékistan et l'Azerbaïdjan. L'OTSC a soutenu l'action militaire russe face à la Géorgie qui a coupé toute association avec la Russie, la CEI, l'OTSC et l'Eurasec.

#### Relations avec l'Azerbaïdjan
« La création de la Force collective d'intervention rapide de l'Organisation du Traité de sécurité collective n'est pas dirigée contre les intérêts de l'Azerbaïdjan […] L'Azerbaïdjan a toujours été et reste notre proche partenaire. Nos intérêts sont très étroitement liés, et la Russie n'agira jamais contre les intérêts de l'Azerbaïdjan », a déclaré le délégué permanent russe auprès de l'OTAN Dmitri Rogozine.